# Wieland Zademach
Wieland Zademach (* 25. November 1943; † 15. November 2015 in Bonn) war ein deutscher evangelisch-lutherischer Theologe, Autor und Kommunalpolitiker. Er lehrte evangelische Theologie an der Johann Wolfgang Goethe-Universität Frankfurt am Main.

## Leben
Zademach studierte Theologie in Erlangen und in Hamburg vor allem bei Peter Stuhlmacher und Helmut Thielicke und promovierte bei Helmut Gollwitzer an der Freien Universität Berlin. Er war Gemeindepfarrer in Oberfranken, arbeitete als Ökumenebeauftragter, war Geschäftsführer der Arbeitsgemeinschaft christlicher Kirchen in Deutschland und wirkte mit bei der Organisation von Ost-West-Begegnungen.
Wieland Zademach lebte in Unkel am Rhein.

## Wirken

### Ökumene und Dialog mit dem Islam
Im Zuge seines ökumenisches Engagement arbeitete Zademach zusammen mit der römisch-katholischen Kirche, altkatholischen Kirche, Baptisten, der evangelisch-methodistischen Kirche, Adventisten, Quäkern, Armeniern, orthodoxen Kirchen und der Heilsarmee. Die hierbei erlebte Spiritualität bereicherte seine theologische und pastorale Arbeit.
Im Nürnberger Islamarbeitskreis entwickelte Wieland Zademach in seiner Funktion als Ökumenebeauftragter, zusammen mit dem damaligen Nürnberger Dekan Johannes Friedrich, Handreichungen für die interkulturelle kirchliche Gemeindearbeit.

### Religiöser Sozialismus und politische Arbeit
Hervorgetreten ist Zademach durch seine theologischen Veröffentlichungen zum religiösen Sozialismus. Wieland Zademach saß im Redaktionsbeirat von CuS – Christin und Sozialistin/Christ und Sozialist Kreuz und Rose – Blätter des Bundes der Religiösen Sozialistinnen und Sozialisten Deutschlands und verfasste Lesepredigten im Gottesdienst Institut der Evangelisch-Lutherischen Kirche in Bayern.
Wieland Zademach war Mitglied im Vorstand der SPD Unkel und Fraktionsvorsitzender im Unkeler Stadtrat.

## Standpunkte

### Spirituelle Dimension
Zademach wandte sich dem positiven Chaos der Vielfältigkeit in Kirche und Gesellschaft zu und forderte auf zur Überwindung des Partikularismus in Wissenschaft und Gesellschaft durch eine ganzheitliche spirituelle Dimension. Als Fragegemeinschaft darf Kirche den gegenwärtigen Kairos nicht verschlafen, sondern sollte als Kontrastgesellschaft Zeugnis davon geben, wie in einer multikulturellen Welt christliche Wahrheit Gestalt gewinnen kann.

### Charta Oekumenica
Zademach griff die Utopie wieder auf und ließ sie real werden in den Grundsätzen der Charta Oekumenica in Europa. In der Charta lagen Handlungsvorschlägen begründet. Als Hausordnung einer Kirche der Zukunft setzte die Charta Impulse zur sozialen Ausgestaltung Europas und nahm ökologische Verantwortung wahr. Sie wollte zur Versöhnung zwischen Völkern und Kulturen beitragen, Kirche-Sein fördern und als Einheit in Gemeinschaft darstellen.

## Werke
- Wieland Zademach (Hrsg.): Reich Gottes für diese Welt – Theologie gegen den Strich. Erbe der Väter: Auftrag für heute – Hoffnung für morgen. Hartmut Spenner, Waltrop 2001, ISBN 3-933688-65-5.
- Wolfgang Osterhage, Wieland Zademach (Hrsg.): Kirche der Zukunft – Kirche in der globalen Welt. Verlag Otto Lembeck, Frankfurt am Main 2008, ISBN 978-3-87476-554-1.